# Alpinia rubromaculata
Alpinia rubromaculata är en enhjärtbladig växtart som beskrevs av Shao Quan Tong. Alpinia rubromaculata ingår i släktet Alpinia och familjen Zingiberaceae. Inga underarter finns listade i Catalogue of Life.